# Флаг Шекснинского района
Флаг Шексни́нского муниципального района — опознавательно-правовой знак, составленный и употребляемый в соответствии с вексиллологическими правилами, служащий символом района, единства его территории, населения и принципов самоуправления. Флаг является наряду с основным муниципальным символом — гербом — официальным символом Шекснинского муниципального района Вологодской области Российской Федерации.
Учреждён 5 августа 2004 года и внесён в Государственный геральдический регистр Российской Федерации с присвоением регистрационного номера 1350.

## Описание
Представляет собой полотнище с отношением ширины к длине 2:3, несущее изображение фигур и цветов полей герба в упрощённой версии.
Геральдическое описание герба, утверждённого 27 декабря 2002 года, гласило: «В зелёном щите изображён лазоревый столб, в котором изображена серебряная ладья, входящая в створ зелёного шлюза. В нижней части щита две серебряные волны. В вольной части — герб Вологодской области. В лазоревом поле серебряная, прямо плывущая ладья с парусом и вымпелом, на мачте между двумя зелёными, тонко окаймлёнными серебром краями щита, в вольной части герб Вологодской области».

## Обоснование символики
Зелёный цвет символизирует природные ресурсы района, основную территорию которого занимают леса. Они имеют не только природное, но и промышленное значение.
Синяя полоса символизирует водные ресурсы, как природные, так и созданные искусственным путём (Волго-Балтийский канал, Шекснинское водохранилище), играющие важную роль в жизнедеятельности района (Шекснинская ГЭС).
Серебряная ладья, входящая в зелёный створ шлюза, символизирует историческое значение и развитие водного пути, ставшего большой транспортной магистралью, которая имеет большое значение для экономики района.
Две серебряные волны символизируют слияние рек Шексны и Углы, где стояло село Никольское — место, откуда начала расти и развиваться Шексна.
Решением районного Собрания Шекснинского района Вологодской области за 5 августа 2004 года № 148, с герба района (и соответственно флага) были убраны серебряные волны и добавлено тонкое окаймление зелёной части.